# CV-17
La carretera CV-17 és l'accés a la CV-10 Autovia de la Plana des de la Ronda Sud de Castelló, N-340 i AP-7 Autopista del Mediterràni.

## Nomenclatura

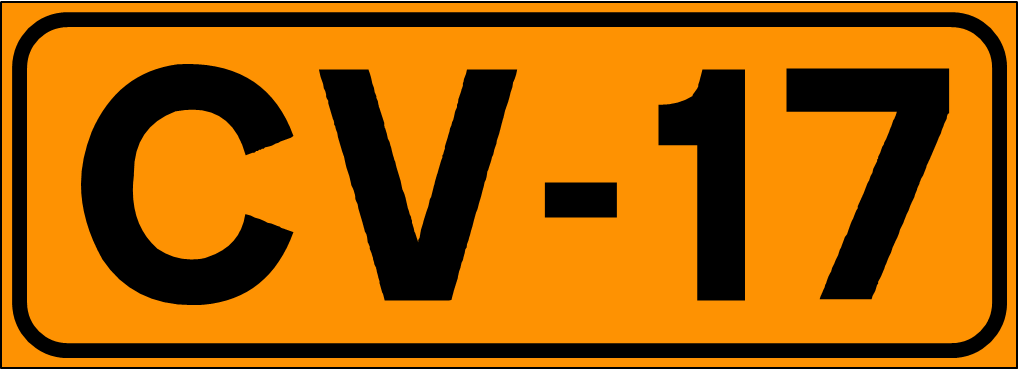
Indicador

La carretera CV-17 pertany a la xarxa de carreteres de la Generalitat Valenciana. El seu nom ve de la CV (que indica que és una carretera autonòmica del País Valencià) i el 17, és el número que rep dita carretera, segons l'ordre de nomenclatures de les carreteres del País Valencià.

## Història
Antigament, la carretera CV-17 s'anomenava CS-V-2011, i era la connexió natural entre Castelló de la Plana i Ribesalbes. Actualment, el tram Castelló - CV-10 Autovia de la Plana ha passat anomenar-se CV-17 amb el nom d'Accés sud-oest a Castelló, segons el document de la Consellería de Infraestructuras de la Generalitat Valenciana, encara que als indicadors de la via l'anomenen com "Castelló - Ribesalbes".

## Traçat actual
La CV-17 comença a una gran redona que dona accés a la Ronda Sud de Castelló, la N-340, tant cap a València com cap a Tarragona, l'AP-7 i la mateixa CV-17, a més a més de a diferents camins rurals. Abans del primer quilòmetre, la CV-17 creua mitjançant un pont a l'AP-7 Autopista del Mediterrani i arriba al tram de circumval·lació del barri de Benadressa, al que s'accedeix mitjançant l'únic desviament que existeix als 3 quilòmetres de via que té la CV-17. Una vegada finalitza la circumval·lació, la carretera s'apropa a la CV-10 Autovia de la Plana, i a pocs metres arriba l'eixida d'aquesta via sentit Castelló nord i La Pobla Tornesa. Després de passar el punt quilòmetric 3, la CV-17 arriba a una redona, des de la que s'accedeix tant a la CV-189 cap a Ribesalbes com a la CV-10 sentit Betxí, La Vilavella i València.

### Municipis i zones d'interés propers
- Ronda Sud
- N-340
- AP-7 - E-15
- Barri de Benadressa
- CV-10
- CV-189

## Futur de la CV-17
- Existeix un projecte de desdoblament de la via en tot el seu recorregut.